# Slaget ved det Blå Vand (1362)
Slaget ved det Blå Vand (litauisk: Mėlynųjų Vandenų mūšis, ukrainsk: Битва на Синіх Водах) var et slag i middelalderen, udkæmpet en gang mellem 24. september og 25. december 1362 i nærheden af Syni Vody ved den sydlige Bug mellem storfyrstendømmet Litauen og Den Gyldne Horde.
Storfyrst Algirdas drog fordel af interne forstyrrelser i den Gyldne Horde forårsaget af Khans Jani Beg og Berdi Begs død og organiserede et felttog mod dem. I 1363 rykkede Algirdas frem mellem Dneprs nedre løb og den sydlige Bug.
Litauerne og rutenerne vandt en afgørende sejr over tre af Jochid Khan Murads lokale noyan (dansk: krigsherrer). Sejren bragte byen Kijev og en stor del af nutidens Ukraine med det tyndt befolkede Podolien og Dykra under kontrol af det voksende storfyrstendømme Litauen. Fyrstendømmet fik samtidigt adgang til Sortehavet.
Algirdas efterlod sin søn Vladymir i Kijev. Kijev var allerede under delvis litauisk kontrol efter slaget ved Irpinfloden i begyndelsen af 1320'erne. Efter at have fået fuld kontrol over Kijev, blev Litauen direkte nabo og rival til storfyrstendømmet Moskva. Podolien blev betroet til Algirdas' nevøer og eneraler under slaget Aleksander, Yuri, Konstantin, og Fedir, sønner af Karijotas.